# ExoMars
ExoMars (Exobiology on Mars) er en eksobiologisk marsmission, der ledes af Den Europæiske Rumorganisation ESA og det russiske rumagentur Roscosmos. Marsmissionens formål er at søge efter spor af nuværende eller tidligere liv på mars og undersøge hvorledes Mars' vand og geologiske sammensætning varierer, samt undersøge atmosfærens sammensætning.
Missionens første del blev iværksat i 2016 og placerede et modul (Trace Gas Orbiter) i omløb om Mars og frigjorde et landingsmodul (Schiaparelli EDM lander). Kredsløbsmodulet er operationelt, men landingsmodulet styrtede ned på Mars' overflade. Den anden del af missionen opsendes i sidste halvdel af 2022, hvor landingsmodulet Kazachok vil sende marsroveren Rosalind Franklin ned på Mars' overflade. Roveren er opkaldt efter kemikeren Rosalind Franklin.
Robotten vil veje omkring 140–180 kg, der kan sammenlignes med de amerikanske Mars Exploration Robots Spirit og Opportunity.